# Flashing Lights (álbum)
Flashing Lights é o álbum de estreia de estúdio da artista musical australiana Havana Brown. Foi lançado em 11 de outubro de 2013 pela Island Records Australia na Austrália e na Nova Zelândia.
O álbum foi precedido por dois singles: "Flashing Lights" e "Warrior", além da faixa promocional "Ba*Bing". O álbum estreou na sexta posição na parada de álbuns da Austrália e passou cinco semanas no top 50.

## Antecedentes
Brown gravou músicas desde 2011 e lançou seu extended play (EP) de estreia, When the Lights Go Out (2012), com os singles "We Run the Night", "Youll Be Mine" e "Big Banana", todos lançados a partir do EP.

## Lançamento e promoção

### Singles
A faixa-título do álbum, "Flashing Lights", foi lançada em 23 de agosto de 2013 como o primeiro single do álbum. A canção alcançou a posição 68 na parada de singles da Austrália e a quinta posição na Dance Club Songs dos EUA. "Warrior" foi lançada como segundo single em 27 de setembro de 2013. Ela estreou na parada de singles da Austrália na posição 32 e alcançou a posição 11. Nos Estados Unidos, a canção alcançou a posição número 1 na parada de canções Hot Dance Club da Billboard, tornando-se seu quarto número um nessa parada. 
"Ba*Bing" foi lançada no iTunes como o primeiro single promocional do álbum em 13 de setembro de 2013. A música foi lançada em novembro de 2015 como o terceiro single do álbum.

### Oz Tour
Brown embarcou em sua Oz Tour em outubro de 2013, que incluiu 12 shows na Austrália, Canadá e Estados Unidos. A turnê começou em 26 de Outubro de 2013, em Sydney, Austrália no Marquee Nightclub e terminou em 1 de Janeiro de 2014, Brisbane na Autrália.
| Data                   | Cidade        | País           | Local             |         |         |         |
| Oceania                | Oceania       | Oceania        | Oceania           | Oceania | Oceania | Oceania |
| ---------------------- | ------------- | -------------- | ----------------- | ------- | ------- | ------- |
| 26 de Outubro de 2013  | Sydney        | Austrália      | Marquee Nightclub |         |         |         |
| 2 de Novembro de 2013  | Toorak        | Austrália      | Trak Centre       |         |         |         |
| América do Norte       |               |                |                   |         |         |         |
| 9 de Novembro de 2013  | Atlantic City | Estados Unidos | Haven Nightclub   |         |         |         |
| 15 de Novembro de 2013 | Miami Beach   | Estados Unidos | Mynt Lounge       |         |         |         |
| 16 de Novembro de 2013 | Santa Clara   | Estados Unidos | Taste Nightclub   |         |         |         |
| 23 de Novembro de 2013 | Uncasville    | Estados Unidos | Avalon            |         |         |         |
| 7 de Dezembro de 2013  | Miami Beach   | Estados Unidos | Mynt Lounge       |         |         |         |
| 21 de Dezembro de 2013 | Atlantic City | Estados Unidos | Haven Nightclub   |         |         |         |
| 22 de Dezembro de 2013 | Edmonton      | Canadá         | YEG Dance Club    |         |         |         |
| Oceania                |               |                |                   |         |         |         |
| 31 de Dezembro de 2013 | Melbourne     | Austrália      | RIVA              |         |         |         |
| 31 de Dezembro de 2013 | Sydney        | Austrália      | Sydney Harbour    |         |         |         |
| 1 de Janeiro de 2014   | Brisbane      | Austrália      | Eatons Hill Hotel |         |         |         |

## Lista de faixas
| Flashing Lights – Edição Padrão |                                                                    |                                                                                      |                    |         |  |
| N.º                             | Título                                                             | Compositor(es)                                                                       | Produtor(es)       | Duração |  |
| 1.                              | "Warrior"                                                          | Jonas Saeed Niclas Kings Luciana Caporaso Nick ClowSabi                              | Kings              | 3:46    |  |
| 2.                              | "We Run the Night" (com Pitbull)                                   | Cassie Davis Snob Scrilla RedOne John Mamann Yohanne Simon Jean Claude Sindres       | RedOne             | 3:48    |  |
| 3.                              | "Big Banana" (com R3hab & Prophet)                                 | Havana Brown R3hab AJ Junior Rivington Bilal Hajji Lenssen Rabon Brunings            | Brown R3hab        | 3:08    |  |
| 4.                              | "Ba*Bing"                                                          | Brown Caporaso Clow Carl Ryden                                                       | Carl Ryden         | 3:40    |  |
| 5.                              | "Naughty"                                                          | Brown Caporaso Clow Ryden Paul Harris                                                | Ryden Harris       | 3:35    |  |
| 6.                              | "Flashing Lights"                                                  | Brown RedOne John Mamann Sindres Simon Teddy Sky                                     | RedOne             | 4:20    |  |
| 7.                              | "Any1"                                                             | Rodney Jerkins Francesco Burali-Forti Alicia Renee Williams                          | Darkchild          | 3:48    |  |
| 8.                              | "Someone to Love"                                                  | Ryden Clow Caporaso Kenneth Karlin                                                   | Ryden              | 4:05    |  |
| 9.                              | "One More Time" (com Cave Kings)                                   | Brown Clow Caporaso SaeedKings                                                       | Kings              | 3:20    |  |
| 10.                             | "No Tomorrow"                                                      | Jerkins Clow Caporaso Williams Greg Morgan                                           | Darkchild          | 3:29    |  |
| 11.                             | "Last Night" (Pitbull com participação de Havana Brown & Afrojack) | Armando C. Perez Urales Vargas Anthony Preston                                       | Afrojack DJ Buddha | 3:39    |  |
| 12.                             | "You'll Be Mine" (com R3hab)                                       | RedOne Hajji Junior R3hab Fabian Lenssen Addy Van Der Zwan M.J. Lyrical Mark Simmons | Brown RedOne R3hab | 4:10    |  |

| Flashing Lights – Faixa bônus da edição japonesa |                                                                   |                                                        |                        |         |  |
| N.º                                              | Título                                                            | Compositor(es)                                         | Produtor(es)           | Duração |  |
| 13.                                              | "We Run the Night (Proper Villains Remix" (com Pitbull)           | Davis Scrilla RedOne Mamann Simon Sindres              | RedOne Proper Villains | 4:06    |  |
| 14.                                              | "Big Banana (J-Trick vs Havana Brown Remix" (com R3hab & Prophet) | Brown R3hab Junior Rivington Hajji Lenssen Brunings    | Brown R3hab J-Trick    | 4:52    |  |
| 15.                                              | "You'll Be Mine (R3hab & ZROQ Remix)" (com R3hab)                 | RedOne Hajji Junior R3hab Lenssen Zwan Lyrical Simmons | Brown RedOne R3hab     | 4:24    |  |

| Flashing Lights – Faixa bônus (The Overdose Mix) |                        |         |  |
| N.º                                              | Título                 | Duração |  |
| 1.                                               | "Flashing Lights"      |         |  |
| 2.                                               | "Big Banana"           |         |  |
| 3.                                               | "Spread a Little Love" |         |  |
| 4.                                               | "You'll Be Mine"       |         |  |
| 5.                                               | "Get It"               |         |  |
| 6.                                               | "We Run the Night"     |         |  |
| Duração total:                                   | Duração total:         | 49:35   |  |

## Desempenho nas tabelas musicais
| País — Tabela musical (2013–14) | Melhor posição |
| ------------------------------- | -------------- |
| Austrália (ARIA)                | 6              |
| Japão (Oricon)                  | 74             |

| País — Tabela musical (2013)    | Melhor posição |
| ------------------------------- | -------------- |
| Austrália (Artist Albums Chart) | 41             |

## Histórico de lançamento
| Região        | Data                  | Formato             | Versão        | Gravadora                | Ref.                 |
| ------------- | --------------------- | ------------------- | ------------- | ------------------------ | -------------------- |
| Austrália     | 11 de outubro de 2013 | CD Download digital | Padrão deluxe | Island Records Australia | [ 20 ] [ 4 ] [ 14 ]  |
| Nova Zelândia | 11 de outubro de 2013 | CD Download digital | Padrão deluxe | Island Records Australia | [ 21 ] [ 22 ] [ 23 ] |
| Japão         | 12 de março de 2014   | CD Download digital | Padrão deluxe | Island Records Australia | [ 15 ] [ 24 ]        |